# Hoppartjärnen
Hoppartjärnen är en sjö i Torsby kommun i Värmland och ingår i Göta älvs huvudavrinningsområde. Hoppartjärnen ligger i Ömtberget Natura 2000-område.